# Paul Thomas (1868-1910)
Pour les articles homonymes, voir Thomas (nom de famille) et Paul Thomas.
Paul Thomas né le 30 mars 1868 à Limoges où il est mort le 27 janvier 1910 est un peintre français.

## Biographie
Paul Thomas est le fils de Jean Baptiste et d'Élisabeth Gros.

### Début àLimogespuis àParis
Il étudie d'abord à l'École des arts décoratifs de Limoges, puis part à Paris où il étudie un temps l'architecture. Il trouve finalement son chemin dans l'atelier de peinture de Jean-Léon Gérôme où il est chargé de décorer le Café Procope de Paris. Il a étudié de près le travail de Vincent van Gogh.

### Activités du peintre àLimoges
Vers 1897, Paul Thomas est de retour à Limoges, et il se lie d'amitié avec Charles-Théodore Bichet, professeur apprécié de l'école nationale des arts décoratifs ; jusqu'à sa mort, il participe à diverses expositions ; par la suite, il est souvent représenté dans les rétrospectives consacrées au paysage limousin.
Charles-Théodore Bichet et Léon Jouhaud tenaient en haute estime le travail de Paul Thomas ; Marcel Merguiller rapporte que, dans le vestibule de l'atelier de Charles-Théodore Bichet, il y avait beaucoup de dessins de Paul Thomas, ami de Bichet, qui avait fréquenté son atelier pendant plusieurs années. Léon Jouhaud publiera Une Vie d'artiste sur la vie et l'oeuvre de Paul Thomas en 1935.
Il meurt à Limoges le 27 janvier 1910.

## Œuvres
- Copie de l’Autoportrait de Nicolas Poussin, 1883, Rome, Villa Médicis[5]